# Cross Plains (Wisconsin)
Cross Plains és una població dels Estats Units a l'estat de Wisconsin. Segons el cens del 2000 tenia 3.084 habitants.

## Demografia
Segons el cens del 2000, Cross Plains tenia 3.084 habitants, 1.199 habitatges, i 851 famílies. La densitat de població era de 1.017,7 habitants per km².
Dels 1.199 habitatges en un 39,3% hi vivien nens de menys de 18 anys, en un 58,1% hi vivien parelles casades, en un 9,2% dones solteres, i en un 29% no eren unitats familiars. En el 22,8% dels habitatges hi vivien persones soles el 5,9% de les quals corresponia a persones de 65 anys o més que vivien soles. El nombre mitjà de persones vivint en cada habitatge era de 2,56 i el nombre mitjà de persones que vivien en cada família era de 3,05.
Per edats la població es repartia de la següent manera: un 28,5% tenia menys de 18 anys, un 7,2% entre 18 i 24, un 35,2% entre 25 i 44, un 20,7% de 45 a 60 i un 8,4% 65 anys o més.
L'edat mediana era de 34 anys. Per cada 100 dones de 18 o més anys hi havia 96,4 homes.
La renda mediana per habitatge era de 56.629 $ i la renda mediana per família de 62.500 $. Els homes tenien una renda mediana de 40.525 $ mentre que les dones 29.632 $. La renda per capita de la població era de 23.894 $. Aproximadament l'1% de les famílies i el 2,6% de la població estaven per davall del llindar de pobresa.

## Poblacions més properes
El següent diagrama mostra les poblacions més properes.